# Jakonur
Jakonur (russisch Якону́р) ist ein Dorf (selo) in der Republik Altai (Russland) mit 1661 Einwohnern (Stand 14. Oktober 2010).

## Geographie
Der Ort liegt etwa 130 km Luftlinie südwestlich der Republikhauptstadt Gorno-Altaisk im nordwestlichen Teil des russischen Altai zwischen den südöstlichen Ende des dort gut 2000 m hohen Baschtschelakski-Kammes und dem östlich verlaufenden, dort knapp 1700 m hohen Anuiski-Kamm. Der Ort befindet sich am linken Ufer des Kan, eines rechten Nebenflusses des Tscharysch.
Jakonur gehört zum Rajon Ust-Kanski und befindet sich knapp 15 km nordöstlich von dessen Verwaltungssitz Ust-Kan. Es ist Sitz und einzige Ortschaft der Landgemeinde Jakonurskoje selskoje posselenije.

## Verkehr
Jakonur liegt an einer Straße, die etwa 10 km südlich bei Ust-Kan von der Regionalstraße R373 abzweigt, die von Tuekta an der Fernstraße M52 (Tschuiski trakt) nach Ust-Koksa und Tjungur am Oberlauf des Katun führt. In nördlicher Richtung führt die Straße von Jakonur weiter über den 1313 m hohen Keleiski-Pass in das Tal des Anui und diesen hinab in Richtung Soloneschnoje in der benachbarten Region Altai.